# مقابر بغداد

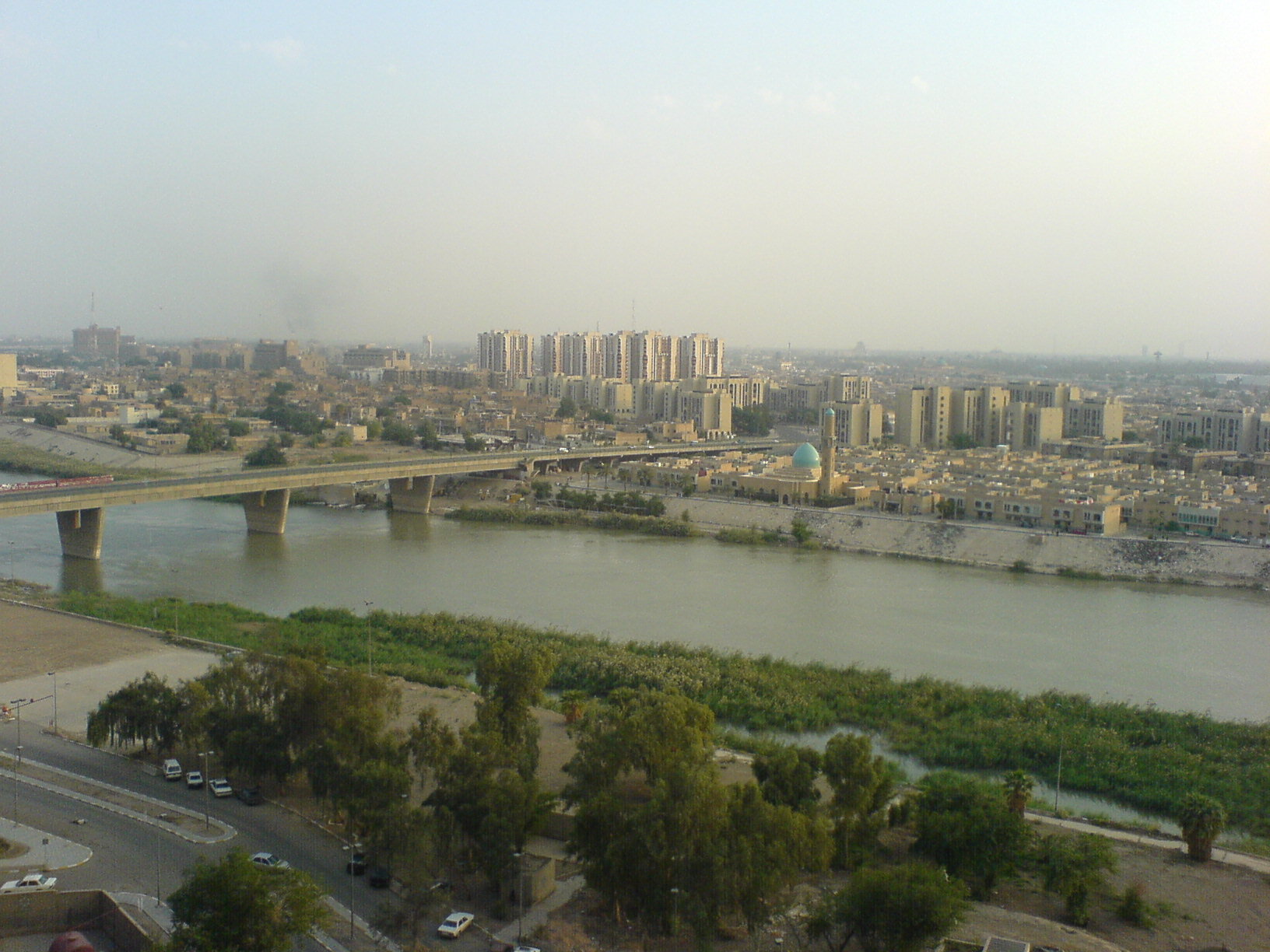
منظر عام لمدينة بغداد، حيث نهر دجلة يمر من وسطها، وجانبها الشرقي يسمى الرصافة، والغربي يسمى الكرخ

مقابر بغداد ان مدينة بغداد تقسم إلى قسمين، حيث ان دجلة يمر من منتصفها ويشطرها إلى شطرين، يُسمّى كل شطر «صوباً» الأول يعرف بالصوب الغربي ويسمى الكرخ، وهو الذي بنى المنصور فيه مدينته المدورة، واسماها مدينة السلام سنة (145ه‍) وسكن الناس الجانب الغربي أولاً، والثاني يعرف بالصوب الشرقي ويسمى الرصافة حيث كان في بدايته معسكراً للجند، ثم سكنه الناس فيما بعد. واصبحت في كلا الصوبين محلات وكان الناس يوارون موتاهم في مقابر كانت تقع خارج أسوار المدينة، وبمرور الزمن أصبحت تلك المقابر من معالم بغداد الأثرية والتراثية، بل أصبحت جزءاً من تاريخ بغداد وخططها. وسنستعرض أهم تلك المقابر القديمة أو المشهورة في بغداد.

## مقابر الجانب الغربي
- مقابر قريش :

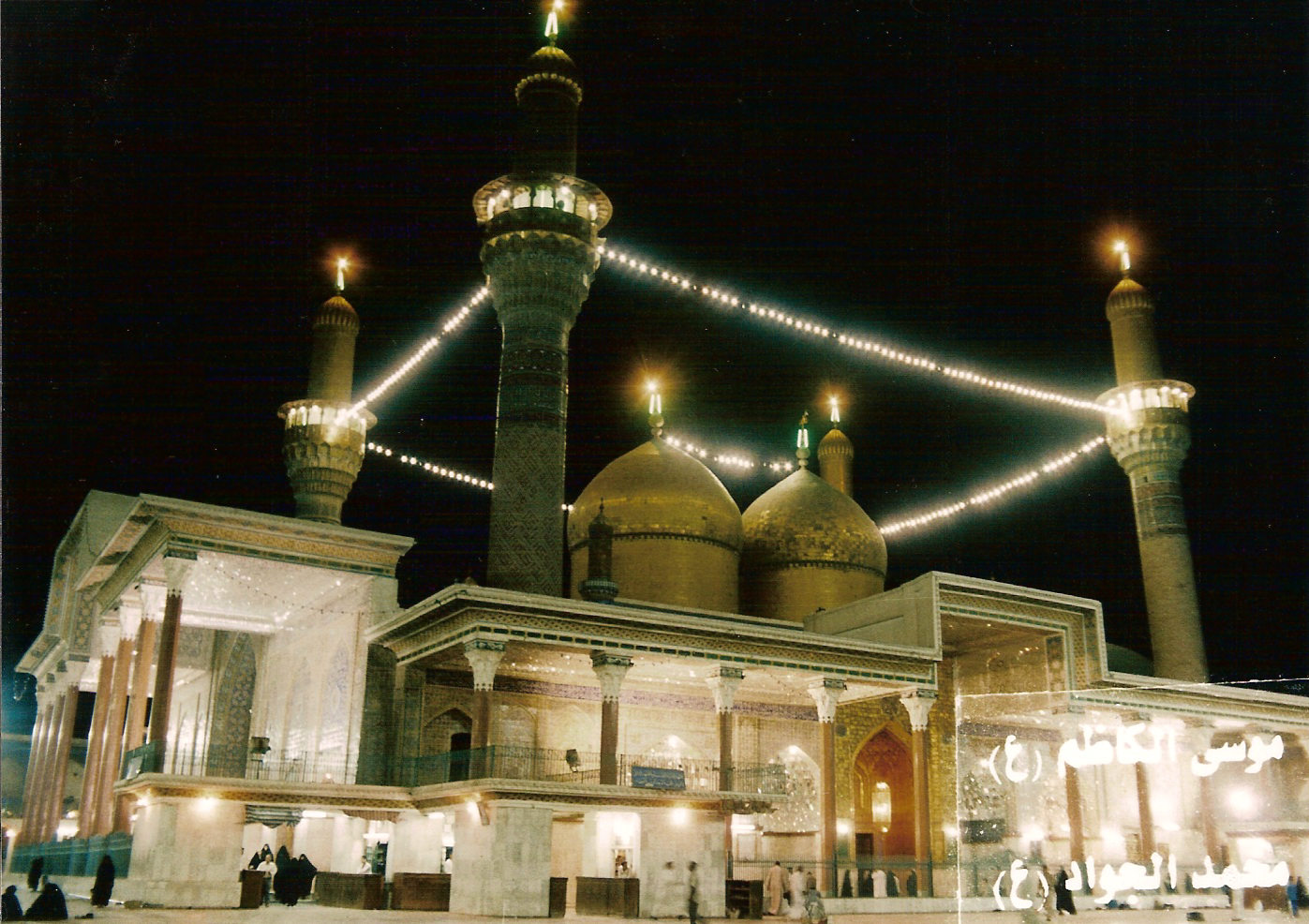
مرقد موسى بن جعفر في مقابر قريش او مقبرة الشونيزي الصغير

فيها قبر موسى الكاظم وحفيده محمد الجواد ولكن أول من دُفن فيها جعفر الأكبر ابن الخليفة أبو جعفر المنصور. وفيها قبر قاضي القضاة أبو يوسف الذي مشى الرشيد أمام جنازته وصلى عليه ودفنه في مقبرة أهله، في مقابر قريش بكرخ بغداد، ودُفن بقربه محمد الأمين و زبيدة.
- مقبرة باب الشام: أقدم مقابر بغداد، وأول من دفن فيها عبد الله بن علي سنة (147ه‍)، وهو ابن إثنتين وخمسين سنة، ودفن فيها جماعة من العلماء والمحدثين والفقهاء.
- مقبرة باب التبن: وهي على على الخندق ويقصد نهر خندق طاهر بإزاء قطيعة أم جعفر. ودفن فيها عبد الله بن أحمد بن حنبل.
- مقبرة باب حرب: وتقع خارج المدينة وراء الخندق (خندق طاهر) مما يلي طريق قُطربل، وفيها قبر أحمد بن محمد بن حنبل، و بشر بن الحارث، و منصور بن عمار. وينسب باب حرب إلى حرب بن عبد الله أحد صحابة أبي جعفر المنصور، وإليه أيضاً تنسب المحلة المعروفة بالحربية.
- مقبرة باب الدير:: وتسمى مقبرة باب الدير وفيها قبر معروف الكرخي.

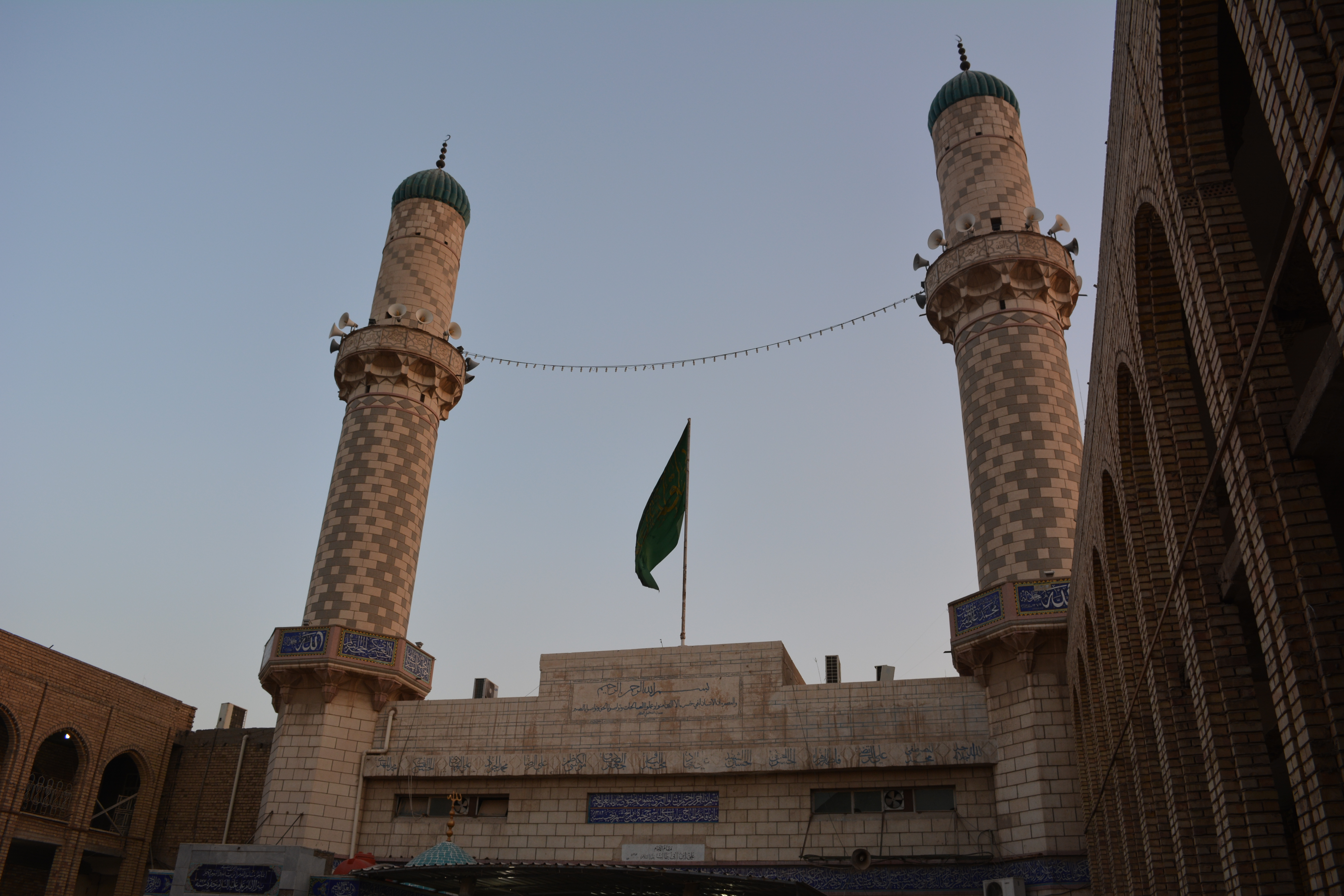
جامع براثا

- مقبرة باب الكُنَّاس: ممايلي براثا، دُفن بها جماعة من كبراء الحديث.
- مقبرة الشونيزي: وهي تنقسم إلى قسمين مقبرة الشونيزي الصغير ومقبرة الشونيزي الكبير.

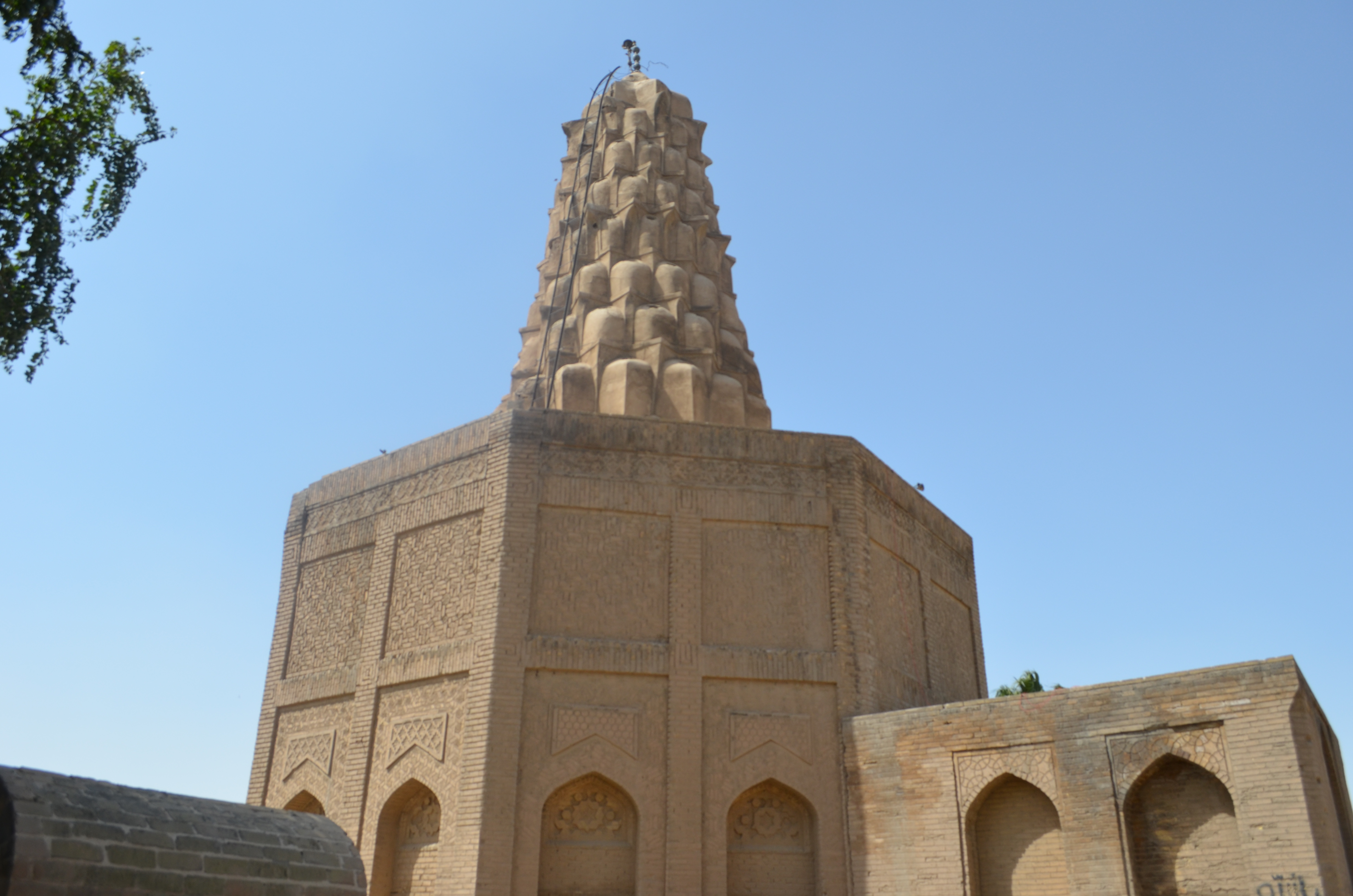
مرقد السيدة زمرد خاتون أم الناصر لدين الله العباسي في الشونيزية

- مقبرة الشونيزي الصغير: هي نفسها مقابر قريش.
- مقبرة الشونيزي الكبير: وتقع وراء محلة التوثة، بالقرب من نهر عيسى بن علي الهاشمي، وفيها قبر سري السقطي وغيره من الزهاد.[2]ودفن فيها أيضاً الجنيد البغدادي وعرفت المقبرة باسمه.[3] وان الشاعر أبو نواس قد دفن في موضع يقال له تل اليهود في الشونيزية.[4] وفيها قبر يقال إنه للنبي يوشع، وبقربه قبر بهلول، وكذلك مقام زعيم طائفة السيخ المنتشرة في الهند بابانانك.[5]
- مقبرة الشهداء: أو مقابر الشهداء: يذكر ياقوت الحموي انها تقع ببغداد إذا خرجت من قنطرة باب حرب فهي نحو القبلة، لا أدري لما سميت بذلك.[6] اما الخطيب البغدادي فيقول: بالقرب من القبر المنسوب إلى هشام، يقصد هشام بن عروة بن الزبير بن العوام، قبور جماعة تعرف بقبور الشهداء، لم أزل اسمع العامة تذكر انها قبور من أصحاب أمير المؤمنين علي بن أبي طالب، كانوا شهدوا معه قتال الخوارج في النهروان وارتثو في الوقعة، ثم لما رجعوا ادركهم الموت في ذلك الموضع فدفنهم علي هناك، وقيل ان فيهم من له صحبة (يقصد من الصحابة)، وقد كان حمزة بن محمد بن طاهر ينكر أيضاً ما أشتهر عند العامة من ذلك، وسمعته يزعم انه لا أصل له، والله أعلم.[7]
- مقبرة أبو غريب :

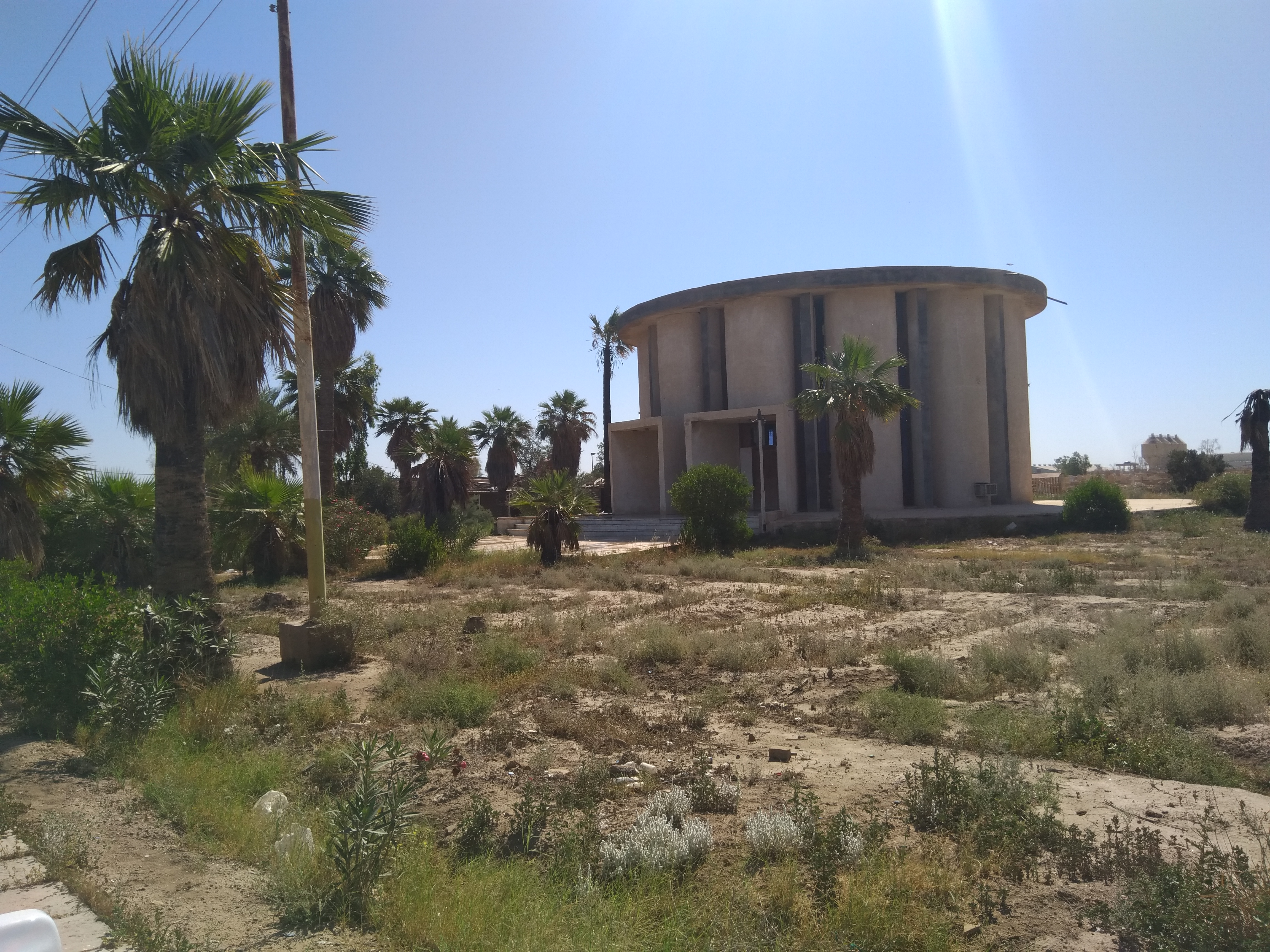
مقبرة عائلة أحمد حسن البكر في مقبرة الكرخ.

وتسمى مقبرة الكرخ، وتقع في منطقة أبي غريب، تأسست هذه المقبرة عام 1970م، وقد دُفن فيها الرئيس العراقي الأسبق أحمد حسن البكر.، ورئيس الوزراء طاهر يحيى

## مقابر الجانب الشرقي

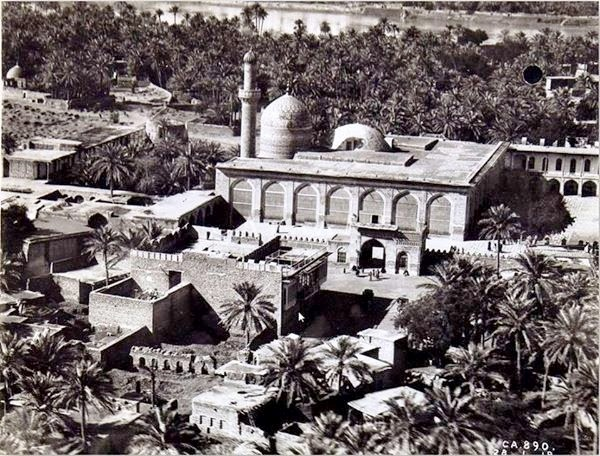
مرقد وجامع أبي حنيفة في عام 1919، حيث تحيطه مقبرة الخيزران وتسمى مقبرة البانوقة ايضا

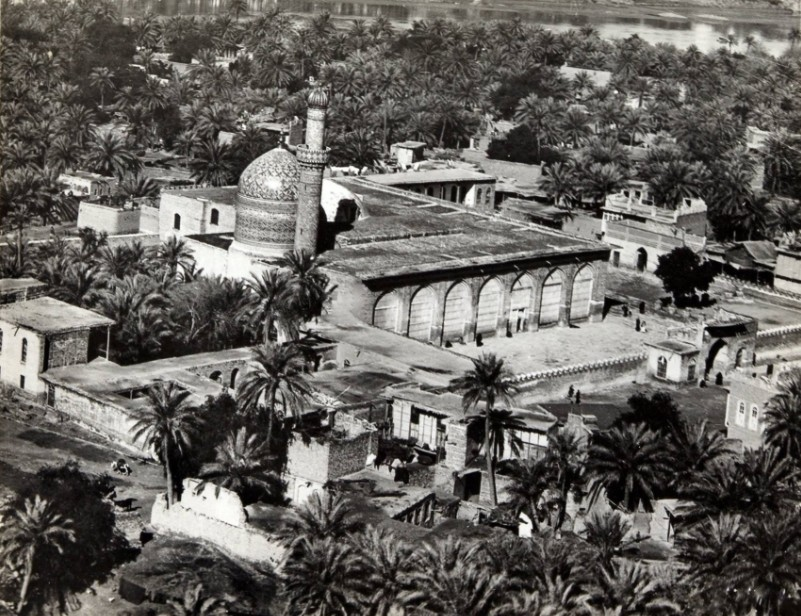
صورة جانبية لمقبرة الخيزران من خلف جامع الإمام أبي حنيفة في عام 1919

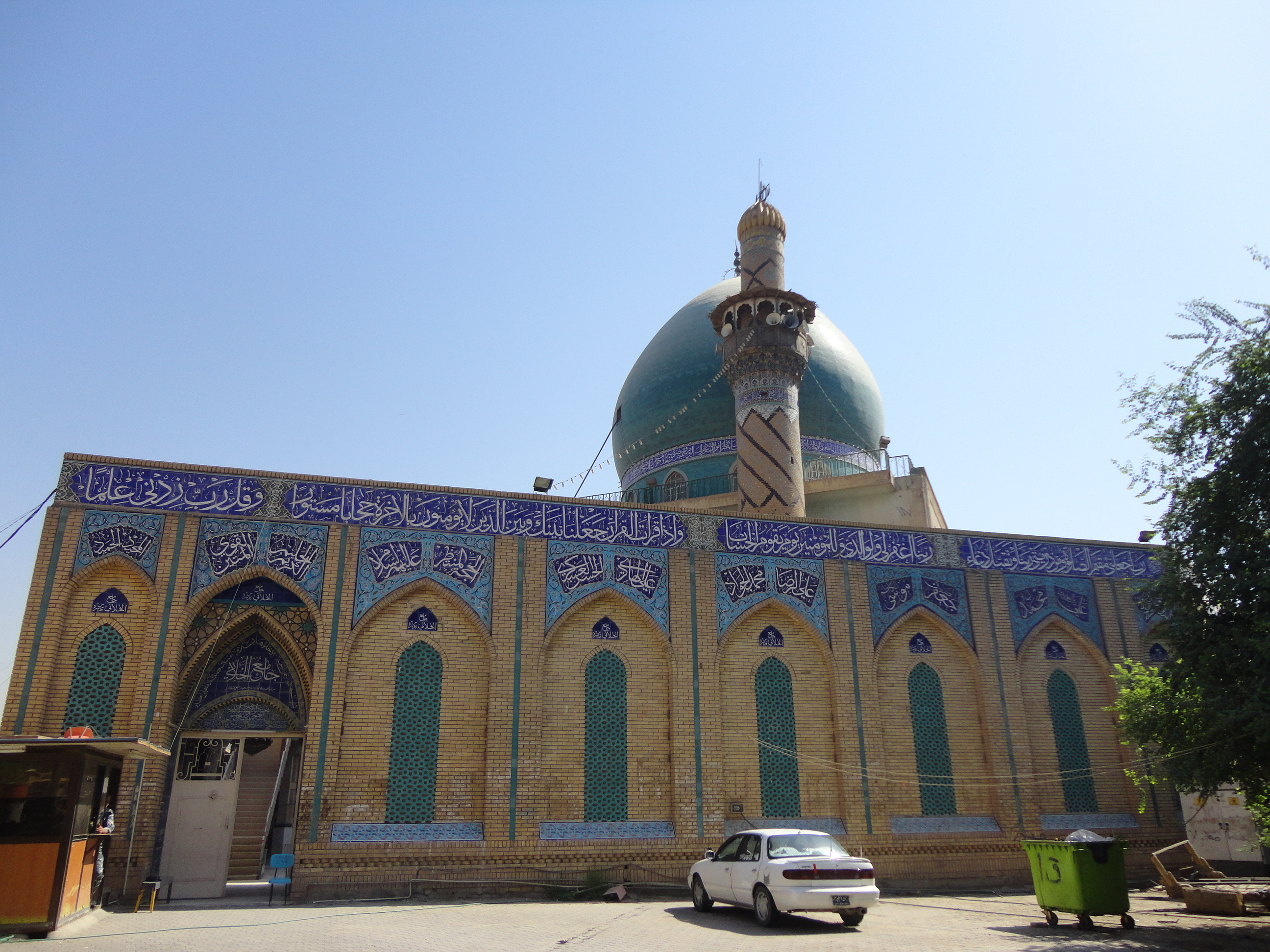
جامع الخلاني

- مقبرة الخيزران:وتقع في الأعظمية قرب سوق يحيى، وهي اقدم المقابر في الجانب الشرقي، ومنسوبة إلى الخيزران أم موسى وهارون إبني المهدي. وكانت مقابر للمجوس قبل بناء بغداد وأول من دفن فيها البانوقة بنت المهدي، ثم الخيزران، وفيها قبر محمد بن إسحاق بن يسار صاحب السيرة، وقبر أبو حنيفة النعمان بن ثابت الفقيه، إمام أصحاب الرأي، والحسن بن زيد وقيل هشام بن عروة بن الزبير بن العوام القرشي.
- مقبرة عبد الله بن مالك: دُفن فيها خلق كثير من المحدثين والفقهاء، والزهاد والصالحين، وتعرف بالمالكية.
- مقبرة باب البردان: وفيها أيضاً جماعة من أهل الفضل، ومنهم أبو عثمان سعيد بن يحيى بن سعيد بن أبان بن سعيد بن العاص الأموي.[9]
- مقبرة محمد السكران: ولبعض المعطيات الجغرافية ارجح ان المقبرة التي تعرف اليوم بمقبرة محمد سكران كانت امتداداً لاحقاً أو جزءاً من مقبرة البردان، وذلك للمعطيات التالية: قربها من (تل البردان) الذي يبعد (6) كيلومترات إلى الشرق من الداوودية الواقعة على الضفة الشرقية لدجلة. وبالقرب من (تل البدران) التقاء نهر الخالص بدجلة.[10] وقد تحرف إسمها من (بردان) إلى (بدران)، وتبعد أربعة فراسخ من بغداد،[11]، ولعل موضع البردان هو (إيشان بدران) الحالي الواقع على زهاء (18) كيلو متراً في الشمال من مدينة بغداد، على اعتبار ان كلمة (بردان) غيرت فصارت (بدران)،[12]، وكان البردان قديماً تقع على ضفة نهر دجلة تماماً، في حين يقع (إيشان بدران) الحالي على مسافة (6) كيلو مترات من ضفة النهر، وهذا نتيجة ان نهر دجلة كان يجري في هذه المنطقة ولكنه غير مجراه إلى ماهو عليه.[13] وقد دفن في مقبرة محمد السكران الشاعر الفلسطيني جبرا إبراهيم جبرا.[14]
- قبر النذور:ويسمى مشهد النذور، ويتبرك الناس في زيارته. ويقال ان المدفون فيه أحد أبناء علي بن أبي طالب، ويقع عند المصلى المرسوم بصلاة الأعياد بالجانب الشرقي. ويقال ان دفينه عبيد الله بن محمد بن عمر بن علي بن أبي طالب، والراجح هو قبر عبيد الله بن محمد بن عمر بن علي بن الحسين بن علي بن أبي طالب، لأن الأول مدفون في ضيعة في ضواحي الكوفة يقال لها لُبَيَا أو ألبِّي.[15]
- مقبرة باب البستان: وتقع في الجانب الشرقي ودُفن فيها شيخ القراء في عصره، أبي بكر أحمد بن موسى بن العباس بن مجاهد المقريء المولود في الجانب الغربي سنة (245 ه‍) والمتوفى سنة (324 ه‍)[16]
- مقبرة الفيل:: وتعرف بمقبرة الخلال حيث دفن فيها ابي بكر عبد العزيز بن جعفر بن أحمد بن يزداد البغوي المشهور بغلام الخلال،وتقع بالجانب الشرقي من بغداد مقابل جامع الخلاني.[17] ويذكر محب الدين ابن النجار: ان علي بن مقلد بن عبد الله بن كرامة بن عبيد الله بن المعار، أبو الحسن البواب المعروف بالأطهري، كان بواباً لباب المراتب، ولد سنة (400 ه‍) وتوفي سنة (473 ه‍) ودفن في مقبرة الفيل بباب الأزج.[18] ويذكر ابن النجار أيضاً، ان عمر بن أبي الأزهر بن عامر، أبو حفص العبار، توفي سنة (618 ه‍) ودفن بمقبرة الخلال بباب الأزج.[19]
- مقبرة الأجمة: وهي مقبرة متصلة بمقبرة باب ابرز دفن فيها العالم الحافظ المعروف بابن الخاضبة، أبو بكر محمد بن أحمد بن عبد الباقي بن منصور بن إبراهيم الدقاق المتوفى سنة (489 ه‍).[20]
- مقبرة باب أبرز: وهي قرب المقبرة الوردية وأبرز (بيبرز) محلة في الجانب الشرقي ببغداد ودفن في مقبرة باب أبرز أبو الفتح التعاويذي المولود سنة (519 ه‍) والمتوفى سنة (583 ه‍).[21]ودفن فيها أيضاً الحافظ والمؤرخ الأديب أبو عبد الله محمد بن فتوح بن عبد الله بن حميد الأزدي الحميدي، أصله من قرطبة وولد بميروقة، جزيرة بالأندلس، قبل سنة (420 ه‍) والمتوفي في بغداد سنة (488 ه‍).[22]
- مقبرة الوردية:

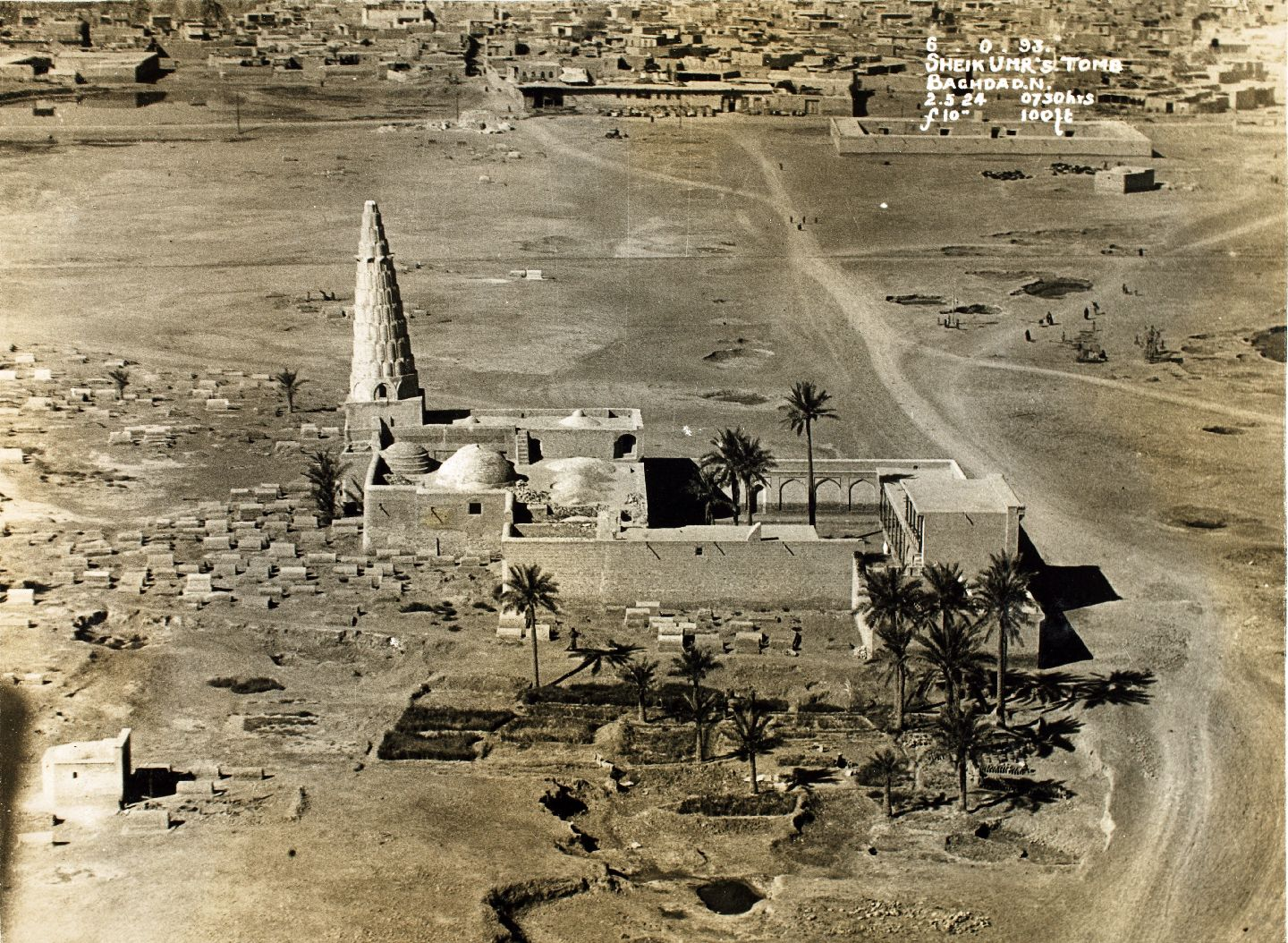
مرقد الشيخ عمر السهروردي في المقبرة الوردية ببغداد عام 1912

وهي مقبرة ببغداد بعد باب ابرز من الجانب الشرقي، قريبة من باب الظفرية.
- مقبرة الغزالي:

وهي مقبرة تقع في الجانب الشرقي من بغداد، قريبة من المقبرة الوردية فيها قبر يعرف بقبر الغزالي.
- مقبرة الملك:

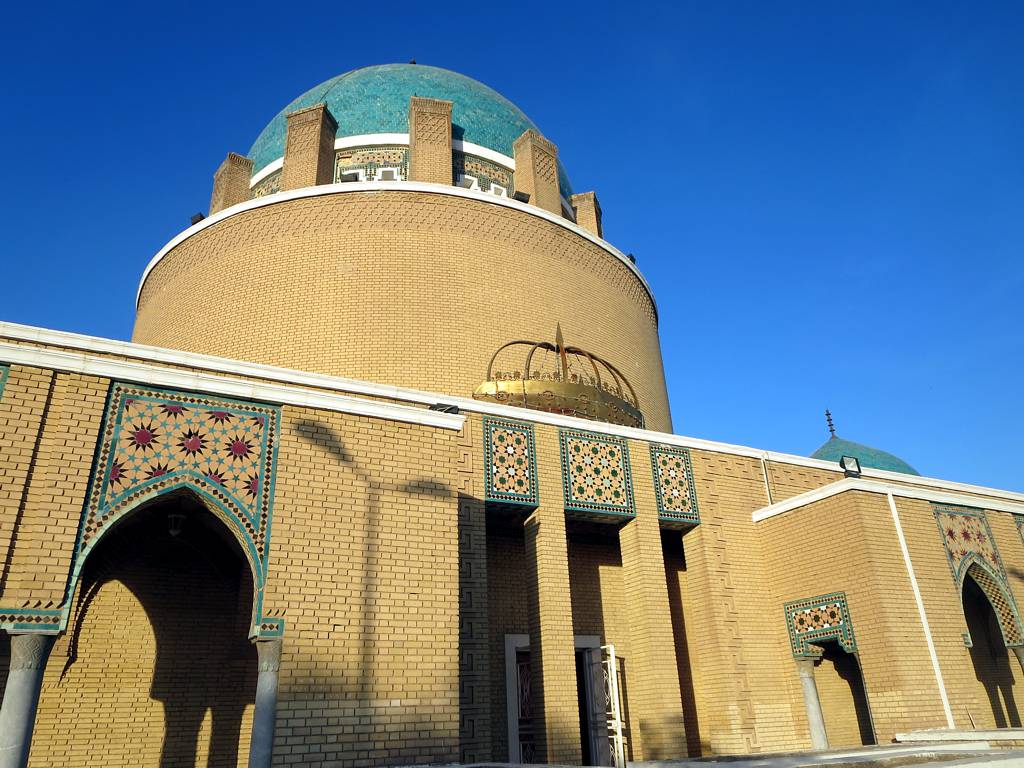
مبنى المقبرة الملكية في بغداد 2016

وتقع في منطقة الأعظمية، وتضم رفاة ملوك العراق فيصل الأول، غازي، فيصل الثاني، وكذلك رفاة الأمير عبد الإله، إضافة إلى عدد من أفراد العائلة المالكة. وبعض الشخصيات المقربة. كان تصميم وتنفيذ المقبرة من قبل المعماري البريطاني كوبر بين عامي 1934-1936م.
- مقبرة البرزنلي: والبرزنلي عائلة بغدادية كردية قادمة من قرية برزان، وموضع المقبرة في منطقة المربعة وباتصال حمام رؤوف الحمامي، دفن فيها الحاج محمد صالح البرزنلي المتوفي عام 1910م، كان له مجلس في رأس القرية. [26]
- مقبرة كانت قرب تل سعيّد، كان أهل الصليخ يدفنون فيها موتاهم في منطقة سبع أبكار في موضع ثانوية الانتصار.[27]

## مقابر أخرى

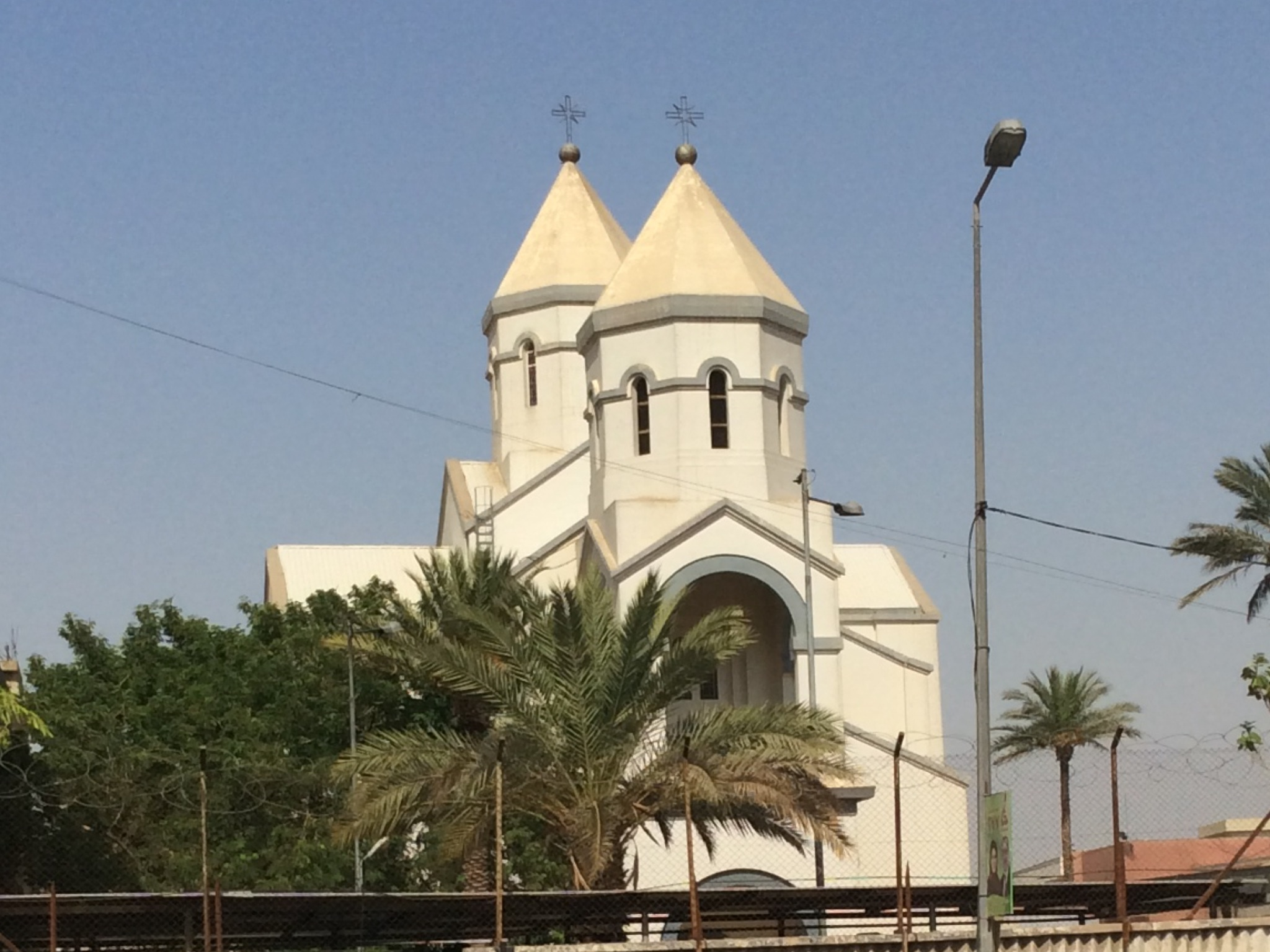
كنيسة الأرمن وفيها مقبرة الأرمن في الباب الشرقي قرب ساحة الطيران

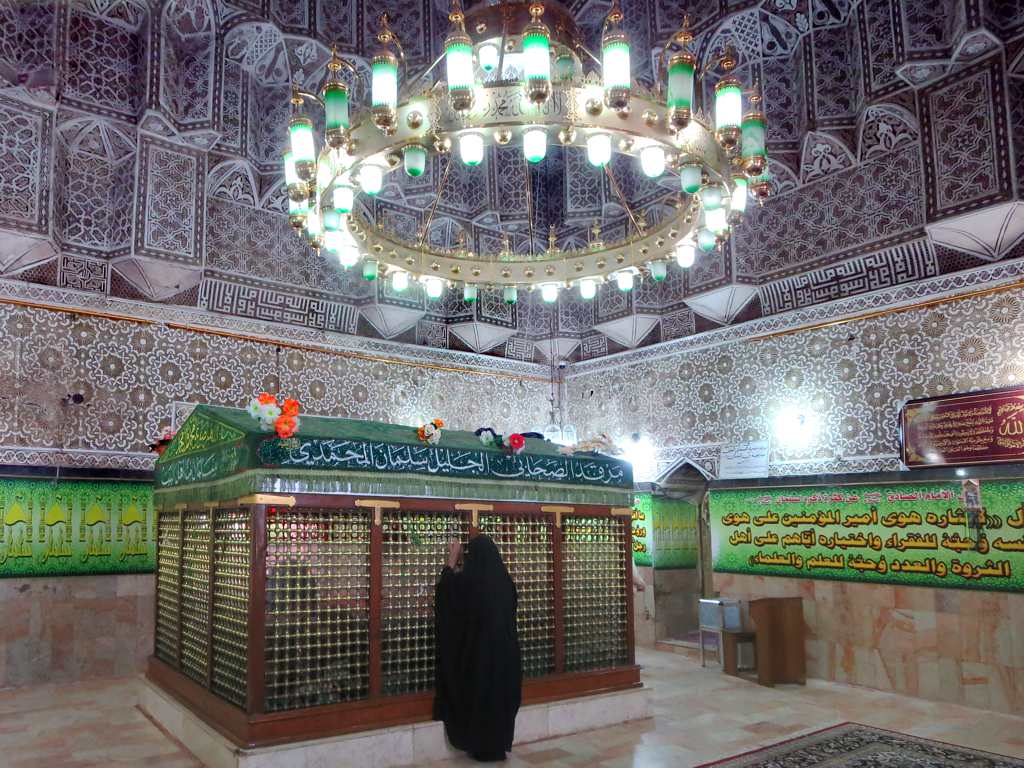
قبر الصحابي سلمان الفارسي

هناك مقابر أخرى في اماكن مفتوحة كانت تقع خارج حدود بغداد مثل مدافن الأرمن في منطقة الكيلاني القريبة من ساحة الطيران اليوم، ومدافن النصارى في بغداد الجديدة، وأكبر مدافن اليهود في الحبيبية، و هناك بعض المدافن للاتراك منها مقبرة الشهداء الأتراك في باب المعظم، ومقبرة ثانية في منطقة بغداد الجديدة، ومدافن للإنجليز في الباب المعظم، وهناك مقبرة المدائن وتقع في الجانب الشرقي والتي تبعد (30) كم جنوبي مركز بغداد وفيها مرقد الصحابي سلمان الفارسي ونقل إلى جنبه عام (1932م) رفاتي حذيفة بن اليمان و عبد الله بن جابر الأنصاري، وتعرف بمقبرة سلمان باك. فضلاً عن بعض المدافن الصغيرة التي لا تطولها رقابة الجهات المعنية ورغم منع الدفن في هذه المقابر منذ ستينيات القرن الماضي الا ان ذلك لم يمنع البعض في دفن موتاهم في هذه المقابر، خاصة بعد ان اعلنت الحكومة العراقية نيتها بإنشاء عدد من المدافن في محيط العاصمة بغداد وبعيداً جدا عن المناطق السكنية وهي الخطة التي وضعت في ضوء تنفيذ التصميم الاساسي للمدينة بأنشاء اربع مقابر حديثة تقوم الواحدة منها على مساحة (400) دونم وهي مقبرة الكرخ الحديثة على طريق بغداد – أبو غريب ( اشرنا اليها اعلاه بمقبرة أبو غريب أو مقبرة الكرخ الإسلامية) والثانية على طريق بغداد – سامراء والثالثة على طريق بغداد – بعقوبة القديم وهي مقبرة الرصافة، اما الرابعة فتقع على طريق بغداد – الراشدية وهي مقبرة محمد السكران، وبناء على ذلك فقد تقرر منع الدفن في المقابر القديمة اعتباراً من 1975/1/1.